# 키르카이아스테르과
키르카이아스테르과(Circaeasteraceae)는 미나리아재비목에 속하는 속씨식물의 과이다. 중국과 히말라야산맥에 자생하는 초본식물로 1종 또는 2종을 포함하고 있다.
이 과는 많은 분류학자들에게 인정되고 있다. 2003년의 APG II 분류 체계(1998년의 APG 분류 체계에서 변하지 않음)는 이 과를 인정했고, 진정쌍떡잎식물군에 속하는 미나리아재비목으로 분류했다. 이 과는 키르카이아스테르(Circaeaster agrestis)와 킹도니아(Kingdonia uniflora) 2종으로 구성되는 것으로 취급하지만, 킹도니아는 킹도니아과에 속하는 종으로 별도 분류하기도 한다.